# Russula ilicis
Russula ilicis Romagn., Chevassut & Pirivat, Bull. trimest. Soc. mycol. Fr. 88(1): 33 (1972).
La Russula ilicis è un fungo caratteristico per il suo legame con il leccio.

## Descrizione della specie
Cappello
5-15 (20) cm di diametro, emisferico negli esemplari immaturi, poi convesso, infine completamente spianato con il centro leggermente depresso con macchioline rugginose, più o meno estese.
cuticolaasportabile per un terzo del raggio, di aspetto brillante, untuosa quando bagnata, di colore bianco avorio, poi, con la crescita la zona verso il margine si colora grigio-perla, grigio-lilla o grigio-oliva, con sfumature più chiare al centro dove compaiono macchioline rugginose più o meno estese.
margineprima involuto, poi completamente piano nell'adulto.
Lamelle
Fitte, più spaziate a maturità, disuguali, intercalari, arcuate, da sublibere a discendenti-adnate, di colore crema-biancastro, poi crema più carico a maturazione delle spore, con filo concolore a volte leggermente macchiato di ruggine come il cappello.
Gambo
4-7 x 1,5–3 cm, pieno e sodo da giovane, presto spugnoso all'interno, lievemente rugoso con l'età, cilindrico, attenuato sotto le lamelle, di colore bianco, si sporca di ocra brunastro a partire dalla base negli esemplari adulti.
Carne
Spessa, compatta, consistente, bianca.
- Odore:  impercettibile o fruttato al taglio.
- Sapore: mite, leggermente piccante nelle lamelle.

Microscopia
Spore7-9 x 6-7,5 µm, subglobose, verrucose, parzialmente reticolate, di colore crema in massa.
Cistidi92-115 x 8,5-12,5 µm, fusiformi, con apice appendicolato.

## Reazioni chimiche
- Solfato ferroso (FeSO4) = grigio-rosa
- Fenolo = bruno-porpora
- Guaiaco = azzurro pallido

## Habitat
Specie xerofila, fruttifica gregario, a gruppi numerosi, su terreno calcareo, in luoghi caldi ed asciutti, sotto roverella o leccio, da metà maggio ad ottobre.

## Commestibilità
Ottima.

## Etimologia
- Genere: dal latino russula, diminutivo di russa = rossa, col significato di rosseggiante per il colore di alcune specie comuni.
- Specie: dal latino ilicis, del leccio (Quercus ilex), per il suo habitat